# Ribelle (Loredana Bertè)
Ribelle è la quinta raccolta di Loredana Bertè, pubblicata il 9 febbraio 2024 dall'etichetta discografica Warner Music.
La raccolta è stata pubblicata in occasione dei 50 anni di carriera della cantante e comprende l'inedito Pazza, presentato al Festival di Sanremo 2024.

## Tracce

### Versione digitale
1. Pazza – 2:48
2. Figlia di... – 3:25
3. Bollywood – 3:03
4. Cosa ti aspetti da me – 3:44
5. Maledetto luna-park – 3:10
6. Acqua – 4:15
7. Una sera che piove – 3:23
8. Così ti scrivo – 4:40
9. Jazz – 4:49
10. Traslocando (2022 Remastered) – 3:31
11. Per i tuoi occhi (2022 Remastered) – 3:55
12. Non sono una signora (2022 Remastered) – 3:30
13. Movie (2022 Remastered) – 4:49
14. Buongiorno anche a te (2022 Remastered) – 3:29
15. In alto mare (2022 Remastered) – 4:30
16. ... E la luna bussò (2022 Remastered) – 4:33
17. Dedicato (2022 Remastered) – 3:20
18. Indocina (2022 Remastered) – 3:55
19. Ragazzo mio – 4:10
20. Ho smesso di tacere – 4:04
21. Tequila e San Miguel – 3:14
22. Luna – 4:18
23. Zona venerdì – 5:17
24. Da queste parti stanotte – 4:18
25. La corda giusta – 4:21
26. Re – 3:57
27. Fotografando – 3:53
28. Petala – 4:23
29. Il mare d'inverno – 4:17
30. J'adore Venice (2022 Remastered) – 4:16
31. Stella di carta (2022 Remastered) – 3:50
32. Ninna Nanna (2022 Remastered) – 4:24
33. La goccia (2022 Remastered) – 4:44
34. Folle città (2022 Remastered) – 3:36
35. Meglio libera (2022 Remastered) – 4:01
36. Sei bellissima (2022 Remastered) – 4:55
37. Fedez, J-Ax – Allergia (feat. Loredana Bertè) – 3:48
38. Loredana Errore – Cattiva (feat. Loredana Bertè) – 3:29
39. Cristina D'Avena – Occhi di gatto (feat. Loredana Bertè) – 3:40
40. Stiamo come stiamo – 4:35
41. Lacrime in limousine (feat. Fedez) – 3:05
42. Marcella Bella, Loredana Bertè – Mi rubi l'anima – 3:35
43. Gigi D'Alessio, Loredana Bertè – Respirare – 4:52
44. Mi manchi (feat. Patty Pravo) – 4:18
45. Mario Lavezzi, Fiorella Mannoia, Loredana Bertè – Se rinasco – 3:24
46. Donne di ferro (feat. J-Ax) – 3:26
47. Florida (feat. Nitro) – 2:52
48. Irene Grandi – La tua ragazza sempre (feat. Loredana Bertè) – 3:42
49. Loredana Bertè, Ricchi e Poveri – Sarà perché ti amo - Chissenefrega!! – 2:10
50. Aida Cooper – Guarirò guarirò (feat. Loredana Bertè) – 3:33
51. Umberto Bindi, Loredana Bertè – Il mio mondo – 2:52
52. Ron – Malala (feat. Loredana Bertè) – 4:46

### 3 CD Edition[4]

#### CD 1
1. Pazza – 2:48
2. Figlia di... – 3:25 – dall'album Manifesto, 2021
3. Bollywood – 3:03 – dall'album Manifesto, 2021
4. Cosa ti aspetti da me – 3:44 – dall'album LiBerté, 2018
5. Maledetto luna-park – 3:10 – dall'album LiBerté, 2018
6. Acqua – 4:15 – dall'album Carioca, 1985
7. Una sera che piove – 3:23 – dall'album Savoir faire, 1984
8. Così ti scrivo – 4:40 – dall'album Jazz, 1983
9. Jazz – 4:49 – dall'album Jazz, 1983
10. Traslocando (2022 Remastered) – 3:31 – dall'album Traslocando, 1982
11. Per i tuoi occhi (2022 Remastered) – 3:55 – dall'album Traslocando, 1982
12. Non sono una signora (2022 Remastered) – 3:30 – dall'album Traslocando, 1982
13. Movie (2022 Remastered) – 4:49 – dall'album Made in Italy, 1981
14. Buongiorno anche a te (2022 Remastered) – 3:29 – dall'album LoredanaBertE', 1980
15. In alto mare (2022 Remastered) – 4:30 – dall'album LoredanaBertE', 1980
16. ... E la luna bussò (2022 Remastered) – 4:33 – dall'album Bandabertè, 1979
17. Dedicato (2022 Remastered) – 3:20 – dall'album Bandabertè, 1979
18. Indocina (2022 Remastered) – 3:55 – dall'album Normale o super, 1976

#### CD 2
1. Ragazzo mio – 4:10 – dall'album Savoir faire, 1984
2. Ho smesso di tacere – 4:04 – dall'album Manifesto, 2021
3. Tequila e San Miguel – 3:14
4. Luna – 4:18 – dall'album Un pettirosso da combattimento, 1997
5. Zona venerdì – 5:17 – dall'album Un pettirosso da combattimento, 1997
6. Da queste parti stanotte – 4:18 – dall'album Ufficialmente dispersi, 1993
7. La corda giusta – 4:21 – dall'album Io, 1988
8. Re – 3:57 – dalla raccolta Fotografando... i miei successi, 1986
9. Fotografando – 3:53 – dalla raccolta Fotografando... i miei successi, 1986
10. Petala – 4:23 – dall'album Savoir faire, 1984
11. Il mare d'inverno – 4:17 – dall'album Jazz, 1983
12. J'adore Venice (2022 Remastered) – 4:16 – dall'album Traslocando, 1982
13. Stella di carta (2022 Remastered) – 3:50 – dall'album Traslocando, 1982
14. Ninna Nanna (2022 Remastered) – 4:24 – dall'album Made in Italy, 1981
15. La goccia (2022 Remastered) – 4:44 – dall'album Made in Italy, 1981
16. Folle città (2022 Remastered) – 3:36 – dall'album Bandabertè, 1979
17. Meglio libera (2022 Remastered) – 4:01 – dall'album Normale o super, 1976
18. Sei bellissima (2022 Remastered) – 4:55 – dall'album Normale o super, 1976

#### CD 3
1. Boomdabash – Non ti dico no (feat. Loredana Bertè) – 3:11 – dall'album LiBerté, 2018
2. Fabio Rovazzi – Senza pensieri (feat. Loredana Bertè, J-Ax) – 3:05 – dalla raccolta Greatest Hits di Fabio Rovazzi, 2024
3. Emma, Loredana Bertè – Che sogno incredibile – 3:03 – dalla raccolta Best of Me di Emma, 2024
4. Giordana Angi – Tuttapposto (feat. Loredana Bertè) – 2:37 – dall'album Mi muovo di Giordana Angi, 2021
5. Franco126, Loredana Bertè – Mare malinconia – 2:56 – dall'album Manifesto, 2021
6. Fedez, J-Ax – Allergia (feat. Loredana Bertè) – 3:48 – dall'album Comunisti col Rolex di J-Ax e Fedez, 2017
7. Loredana Errore – Cattiva (feat. Loredana Bertè) – 3:29
8. Cristina D'Avena – Occhi di gatto (feat. Loredana Bertè) – 3:29
9. Stiamo come stiamo – 4:35 – dall'album Ufficialmente dispersi, 1993
10. Lacrime in limousine (feat. Fedez) – 3:05 – dall'album Manifesto, 2021
11. Marcella Bella, Loredana Bertè – Mi rubi l'anima – 3:35 – dall'album Etnea di Marcella Bella, 2023
12. Gigi D'Alessio, Loredana Bertè – Respirare – 4:52
13. Mi manchi (feat. Patty Pravo) – 4:18 – dall'album di cover Amici non ne ho... ma amiche sì!, 2016
14. Mario Lavezzi, Fiorella Mannoia, Loredana Bertè – Se rinasco – 3:24 – dall'album Guardandoti, sfiorandoti di Mario Lavezzi, 1984
15. Donne di ferro (feat. J-Ax) – 3:26 – dall'album Manifesto, 2021
16. Florida (feat. Nitro) – 2:52 – dall'album Manifesto, 2021
17. Irene Grandi – La tua ragazza sempre (feat. Loredana Bertè) – 3:42 – dall'album  Grandissimo di Irene Grandi, 2019
18. Loredana Bertè, Ricchi e Poveri – Sarà perché ti amo - Chissenefrega!! – 2:10
19. Aida Cooper – Guarirò guarirò (feat. Loredana Bertè) – 3:33 – dall'album Kintsugi - Amica Mia di Aida Cooper, 2019
20. Umberto Bindi, Loredana Bertè – Il mio mondo – 2:52 – dall'album  Bindi di Umberto Bindi, 1984
21. Ron – Malala (feat. Loredana Bertè) – 4:46 – dall'album La forza di dire sì di Ron, 2016

### Edizione doppio vinile[5]
- Lato A

1. Pazza (singolo) – 2:48
2. Figlia di... – 3:25
3. Cosa ti aspetti da me – 3:44
4. Maledetto luna-park – 3:10
5. Da queste parti stanotte – 4:18

- Lato B

1. Bollywood – 3:03
2. Una sera che piove – 3:23
3. Così ti scrivo – 4:40
4. Per i tuoi occhi – 3:55
5. Sei bellissima – 4:55

- Lato C

1. Ragazzo mio – 4:10
2. Ho smesso di tacere – 4:04
3. Tequila e San Miguel – 3:14
4. Luna – 4:18
5. Traslocando – 3:31

- Lato D

1. Re – 3:57
2. Petala – 4:23
3. Il mare d'inverno – 4:17
4. Stella di carta – 3:50
5. Non sono una signora – 3:30

## Classifiche

### Classifiche settimanali
| Classifica (2024)   | Posizione massima |
| ------------------- | ----------------- |
| Italia              | 8                 |
| Italia (CD, Vinili) | 3                 |

### Classifiche di fine anno
| Classifica (2024) | Posizione |
| ----------------- | --------- |
| Italia            | 95        |